# Zaho
Zaho (* 10. Mai 1980 in einem Vorort von Algier, Algerien; eigentlich Zehira Darabid oder Zahera Bar Abid) ist eine kanadische Contemporary-R&B-Sängerin mit algerischen Wurzeln, die hauptsächlich in französischer Sprache singt.

## Leben
Bis zu ihrem 18. Lebensjahr lebte Zaho in Algerien, bevor sie 1999 mit ihrer Familie nach Montreal in Kanada auswanderte. Ihr Vater arbeitet als leitender Angestellter und ihre Mutter ist Mathematikprofessorin. Sie hat eine Schwester und einen Bruder, der auch als Sänger tätig ist. Seit ihrem siebten Lebensjahr spielt Zaho Gitarre und singt, aber erst in Kanada begann ihre professionelle Gesangskarriere. Sie brach ihr Studium ab, um sich gänzlich ihrer Musik zu widmen.

## Diskografie

### Alben
- 2008: Dima (FR: Gold)
- 2012: Contagieuse
- 2017: Le monde à l’envers
- 2023: Résilience

### Mixtapes
- 2007: Zaho: La Mixtape

### Singles
- 2006: Hey papi (mit Soprano)
- 2008: C’est chelou (FR: Gold)
- 2008: La roue tourne (mit Tunisiano)
- 2008: Kif’n’dir
- 2009: Je te promets
- 2010: Hold My Hand (feat. Sean Paul & Jan Vollers)
- 2012: Boloss
- 2013: Tourner la page
- 2013: Tout est pareil
- 2016: Sauver l’amour
- 2008: Laissez-les kouma (mit MHD; FR: Platin)
- 2017: Tant de choses
- 2023	On s’fait du Mal (feat. Dadju; FR: Gold)

### Remixe
- 2008: T’es chelou, Remix von C’est chelou
- 2021: Doucement

### Gastbeiträge
- 2020: Du rêve (mit TK; FR: Gold)